# Colli Piacentini Barbera
Le Colli Piacentini Barbera est un vin rouge italien de la région Émilie-Romagne doté d'une appellation DOC depuis le 18 juillet 1984. Seuls ont droit à la DOC les vins récoltés à l'intérieur de l'aire de production définie par le décret.

## Aire de l'appellation
Les  vignobles autorisés sont situés en province de Plaisance, dans les vallées du Val Tidone (it), du Val Trebbia, du Val de Nure et du Val d'Arda (it).
La production maximale ne doit pas excéder 13 tonnes par hectare.

## Caractéristiques organoleptiques
- couleur: rouge rubis
- odeur: vineux et caractéristique
- saveur: sèche ou moelleuse, fruitée, légèrement tannique, calme ou vive

## Production
Province, saison, volume en hectolitres :
- Plaisance :  (1990/91)  30773,0
- Plaisance :  (1991/92)  28266,0
- Plaisance :  (1992/93)  22431,0
- Plaisance :  (1993/94)  26935,82
- Plaisance :  (1994/95)  28172,61
- Plaisance :  (1995/96)  22164,5
- Plaisance :  (1996/97)  27340,0

## Sources
- (it) Cet article est partiellement ou en totalité issu de l’article de Wikipédia en italien intitulé « Colli Piacentini Barbera » (voir la liste des auteurs).